# Sydney Gruson
Pour les articles homonymes, voir Gruson (homonymie).
Sydney Gruson, né en 1916 à Dublin et mort en 1998 à  New York est un journaliste américain, ancien collaborateur du New York Times.

## Biographie

### Jeunesse
Issu d'une fratrie de huit enfants d'une famille originaire de Lituanie ayant immigré à Toronto.

### Vie privée
Sydney Gruson a été marié d'abord à Flora Lewis (en), elle-même journaliste au Washington Post, avec laquelle il a eu un fils, Lindsey et deux filles, Kerry et Sheila. Divorcé, il épouse en secondes noces l'actrice suédoise Marit Bergson (sv) Gentele.
Il meurt à 81 ans à son domicile de Manhattan.